# Arcebispado da Sérvia
Arcebispado da Sérvia (em sérvio:  Српска архиепископија) ou Arcebispado de Žiča (em sérvio:  Жичка архиепископија), depois Arcebispado de Peć (em sérvio:  Пећка архиепископија), era o primeiro arcebispado autocéfalo (independente) nas terras sérvias medievais, que existiu no período de 1219 a 1346. A criação deste arcebispado, que foi estabelecido graças ao primeiro arcebispo sérvio São Sava, marcou um ponto de virada no desenvolvimento histórico da Igreja Ortodoxa Sérvia, que se igualou a outras Igrejas locais ao adquirir autocefalia. A sede do primeiro arcebispo estava no mosteiro de Žiča (daí o nome arcebispado de Žiča), e depois foi transferido para o mosteiro de Peć (daí o nome de arcebispado de Peć). Em 1346, o Arcebispado sérvio foi elevado à categoria de patriarcado, o que marcou o início de um novo período na história da Igreja Ortodoxa Sérvia.

## História

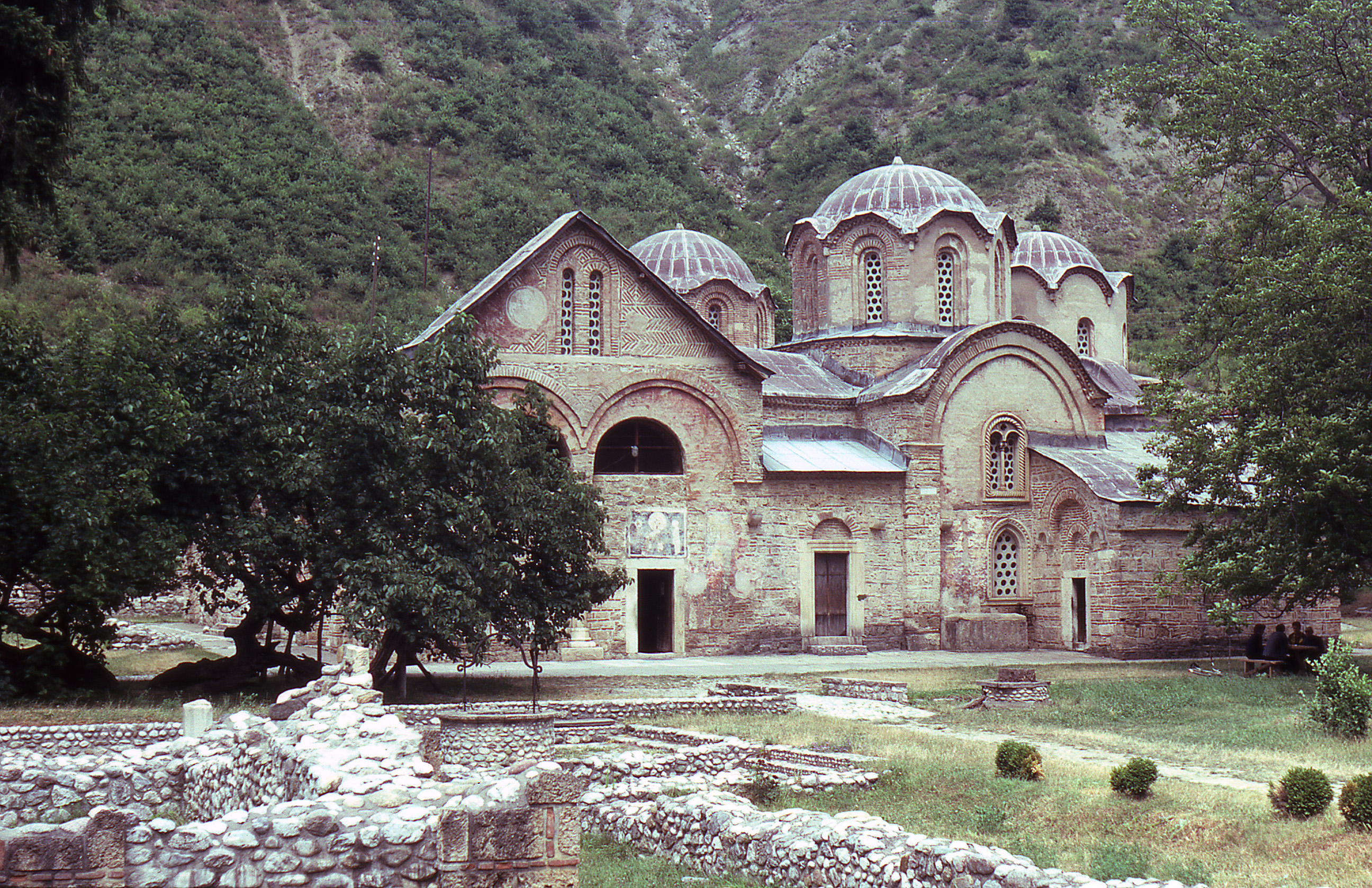
Mosteiro dos Santos Apóstolos em Pec, a segunda cátedra do Arcebispado sérvio.

O arcebispado autocéfalo na Sérvia medieval foi fundado em 1219 pelo primeiro arcebispo sérvio, São Sava, com sede no mosteiro de Žiča. Mais tarde, no século XIII, a sede administrativa foi transferida para o Mosteiro de Peć, na antiga área de Hvosno (norte de Metohija). Em 1346, o czar sérvio Estevão Dušan elevou o Arcebispado de Peć a Patriarcado de Peć. Hoje, a memória do Arcebispado de Peć é preservada no título do Patriarca Sérvio, que é em primeiro lugar "Arcebispo de Peć".

## Dioceses
Dioceses do tempo de São Sava:
- Diocese de Žiča,
- Diocese de Raska,
- Diocese de Prizren,[4]
- Diocese de Lipjan,[5]
- Diocese de Hum, também conhecida como Diocese de Lim,
- Diocese de Hvostan,[6]
- Diocese de Zeta,[7]
- Diocese de Toplica,
- Diocese de Budva,
- Diocese de Dabar,[8]
- Diocese de Moravica, também conhecida como Arilje.

Dioceses de tempos posteriores:
- Diocese de Spa,[9] também conhecida como Ibarska ou Zvečanska,[10]
- Diocese de Belgrado, também conhecida como Diocese de Macva,
- Diocese de Braničevo,
- Diocese de Débar,
- Diocese de Morozvizd,
- Diocese de Nis,
- Diocese de Escópia.